# Successió de Mahoma
La successió de Mahoma és el tema central que va dividir a la comunitat musulmana a diverses branques en el primer segle de la història islàmica, sent les més prominents entre aquestes sectes les branques xiïtes i sunnites de l'Islam. L'islam xiïta sosté que Ali ibn Abi Talib va ser el successor nomenat del profeta islàmic Mahoma com a cap de la comunitat. L'islam sunnita manté a Abu Bakr com el primer líder després de Mahoma sobre la base de les eleccions.
El 8 de juny del 632 va morir Mahoma i Abu-Bakr as-Siddiq, que havia estat distingit pel Profeta amb detalls com encarregar-li la direcció de l'oració a Medina durant la seva malaltia, fou nomenat successor a proposta d'Úmar ibn al-Khattab. Va ser nomenat khalífat Al·lah ('representant de Déu') i es va instal·lar al centre de Medina. Abu Bakr va ser acceptat gairebé universalment com a cap de la comunitat musulmana (sota el títol de califa) com a resultat de Saqifah, tot i que s'enfrontà a una disputa a causa de la naturalesa precipitada de l'esdeveniment. Diversos companys, el més destacat d'ells era Ali ibn Abi Talib, inicialment es van negar a reconèixer la seva autoritat. Abu Bakr va enviar a Úmar per enfrontar-se a Ali, donant lloc a un altercat que podria haver implicat violència. No obstant això, després de sis mesos el grup va fer les paus amb Abu Bakr i Ali li va oferir la seva lleialtat.
Les opinions contrastades sobre la successió es basen principalment en diferents interpretacions dels esdeveniments de la història islàmica primitiva, així com dels hadits (dites de Mahoma). Els sunnites creuen que Mahoma no tenia cap successor designat i, en canvi, pretenia que la comunitat musulmana escollís un líder entre ells. Accepten el govern d'Abu Bakr, que va ser elegit a Saqifah, i el dels seus successors, que junts s’anomenen califes Rashidun. Per contra, els xiïtes creuen que Ali havia estat nomenat anteriorment per Mahoma com a hereu, sobretot durant l'esdeveniment de Ghadir Khumm. Principalment veuen els governants que van seguir Mahoma com a il·legítims, sent els únics líders musulmans legítims Ali i els seus descendents lineals, els Dotze Imams, que són vistos com a nomenats divinament. A més d'aquestes dues opinions principals, també hi ha altres opinions sobre la successió de Mahoma.